# Fabio Ravezzani
Fabio Ravezzani (Milano, 24 febbraio 1960) è un giornalista e conduttore televisivo italiano.

## Carriera
Cresciuto a Torino, è giornalista professionista dal 1988. Ha cominciato la propria carriera presso emittenti televisive e radiofoniche piemontesi, per le quali ha svolto il ruolo di telecronista presso Quartarete TV. Nel 1988 è passato a Tuttosport, per il quale ha seguito per un lungo periodo Juventus e Torino. Contemporaneamente conduce programmi su Quartarete TV e realizza telecronache per le partite di campionato sulla stessa rete. Svolge anche il ruolo di opinionista su Antennatre. Nel 1998 comincia ad apparire sugli schermi di Telelombardia come conduttore di Qui studio a voi stadio (QSVS), sostituendo Giorgio Micheletti, e nel 2000 diventa il responsabile della redazione sportiva dell'emittente lombarda.
Nell'annata 2001-2002 ha rivestito la stessa carica presso Antennatre per poi tornare a condurre QSVS su Telelombardia. Dal settembre 2004, in seguito all'unione delle due emittenti, è direttore responsabile di entrambe le redazioni. Ha partecipato alla trasmissione Il processo di Biscardi come esperto di calciomercato nelle edizioni 2003, 2004 e 2006, dopo l'abbandono di Maurizio Mosca.
Oltre alle apparizioni televisive scrive per il mensile Calcio 2000, dopo aver collaborato con il Giornale, La Sicilia e l'Unità. Da settembre 2006 è conduttore della trasmissione Lunedì di rigore, in onda su Antennatre ed alcune emittenti locali affiliate. Da luglio 2009 è direttore responsabile, oltreché dello sport, anche delle news di Telelombardia, Antennatre e Videogruppo Piemonte. Nello stesso anno è il primo giornalista delle emittenti lombarde a ricevere la menzione speciale con l'Ambrogino d'oro da parte del Comune di Milano.
Nel 2010 ha ideato e lanciato due nuove televisioni in Lombardia, di cui è direttore responsabile: a maggio è in onda Top Calcio 24, una rete all news sulle tre grandi del calcio italiano, Inter, Juventus e Milan; a novembre è in onda Milanow, altra rete all news dedicata a cronaca, politica, sport e cultura di Milano e provincia. Dal 2012 è direttore generale del Gruppo Mediapason e, dal 2023, direttore editoriale di 7gold. 
Nel 2016 Top Calcio 24 diventa nazionale e l'anno seguente diviene seconda solo a Rai Sport quale emittente sportiva più vista sul digitale terrestre.

## Opere
- Del Pero e gli altri con illustrazioni di Valerio Marini, Armenia, 2005, ISBN 978-8881133178